# XULRunner
XULRunner是Mozilla平台的一个封装版本，目的是实现独立的桌面应用程序开发。它们已在可执行文件中自带，所以运行这些程序不需要一个浏览器。该应用程序采用Mozilla开发的XUL编写。它取代了Gecko运行时环境（Gecko Runtime Environment），一个有着类似目的但已停滞的项目。XULRunner首个稳定的开发者预览版本于2006年2月发布，基于Mozilla 1.8代码。
XULRunner是一种“技术实验”而不是实际的产品，因此没有“官方”的XULRunner版本，只有以相应Firefox版本的代码为基础的稳定版本。
Mozilla于2015年7月停止支持XULrunner的发展。

## 软件架构
XULRunner是一个运行时系统（runtime），它可以用于启动多个与Firefox和Thunderbird功能等同的XUL+XPCOM的应用程序。
XULRunner会在内部管理的SQLite数据库中存储一系列配置数据（书签、Cookie、联系人等），乃至提供一个附加组件来管理SQLite数据库。

## 使用
所有基于XUL的应用程序（例如Mozilla Firefox、Mozilla Thunderbird、Nightingale、Songbird、Flickr Uploadr、SeaMonkey、Conkeror、Sunbird、Miro、Joost和TomTom Home 2.0都在XULRunner上运行。Mozilla Firefox自3.0版本开始使用一个私用的XULRunner，将框架直接安装在应用程序目录中。
Kiwix是一个维基百科的官方浏览器（现扩展到古腾堡计划等）采用XULRunner。
电子游戏系列Simon the Sorcerer第四代《魔法師西蒙：混亂是生命的一半》采用了XULRunner。
eMusic网站的一个称为eMusic Remote的下载程序采用XULRunner。
自Lotus Notes 8.5.1版本开始，IBM部署XULRunner to 提供Notes客户端支持 client support for 为XPages应用程序

## 放弃
2014年1月，Mozilla开发人员讨论了放弃XULRunner的支持。2015年7月，Mozilla停止支持XULrunner开发并删除了社区页面。截至2016年初，它已从大多数Linux发行版的软件包管理系统中删除，包括Gentoo、Debian和Ubuntu。
XULRunner仍可独立安装，并且许多依赖XULRunner的应用程序可以很容易地切换。但是，它的消失已导致一些依赖软件包从软件包管理系统中移除。